# Scott Tucker (nuotatore)
Scott Eric Tucker (Birmingham, 18 febbraio 1976) è un ex nuotatore statunitense.

## Carriera
Ha fatto parte, anche se solo in batteria, della squadra statunitense vincitrice dell'oro olimpico nella 4x100m sl ai Giochi di Atlanta 1996.

## Palmarès
- Giochi olimpici

Atlanta 1996: oro nella 4x100m sl.
Sydney 2000: argento nella 4x100m sl.
- Mondiali

Perth 1998: oro nella 4x100m sl.
Barcellona 2003: argento nella 4x100m sl.
- Mondiali in vasca corta

Atene 2000: oro nella 4x100m misti e nella 4x200m sl.
Mosca 2002: oro nella 4x100m sl.
- Campionati panpacifici

Fukuoka 1997: oro nella 4x100m sl.
Yokohama 2002: argento nella 4x100m sl.
- Giochi Panamericani

Winnipeg 1999: oro nella 4x200m sl, argento nei 200m sl, nella 4x100m sl e nella 4x100m misti.
- Universiade

Fukuoka 1995: oro nella 4x100m sl.